# El Buen Gusto del Teatro
En Buenos Aires, desde 1801 se organizan diversos tipos de sociedades de corte liberal sobre el modelo de las sociedades filantrópicas europeas. El Buen gusto del Teatro o Sociedad del Buen Gusto, una de esas sociedades, fue fundada por iniciativa de don Juan Martín de Pueyrredón el 28 de junio de 1817. Formaban parte de ella eminentes ciudadanos como Manuel Belgrano, Vicente López, Valentín Gómez, Esteban de Luca, Santiago Spencer Wilde, Miguel Riglos, José Olaguer Feliú y Azcuénaga y otros. 
Los fines de la sociedad, eran velar por la moralidad del teatro y la mejor elevación de las obras a representarse. De ahí que tuviera una Comisión de Censura, presidida por el propio Manuel Belgrano.
El lema de la sociedad era: "El teatro es instrumento de gobierno". Por ello, intentaba asociar, a través de la escena, los triunfos militares de la revolución con un público popular.
La institución duró aproximadamente hasta el año 1820.